# Neoharmsia baronii
Neoharmsia baronii é uma espécie vegetal da família Fabaceae.
Apenas pode ser encontrada no Madagáscar.